# Õeste
Õeste – wieś w Estonii, w prowincji Sarema, w gminie Leisi.